# Jochen Bachfeld
Jochen Bachfeld, född den 17 oktober 1952 i Sülte, Tyskland, är en östtysk boxare som tog OS-guld i welterviktsboxning 1976 i Montréal. I finalen besegrade han Pedro Gamarro från Venezuela med 3-2.